# Manfred Lämmer

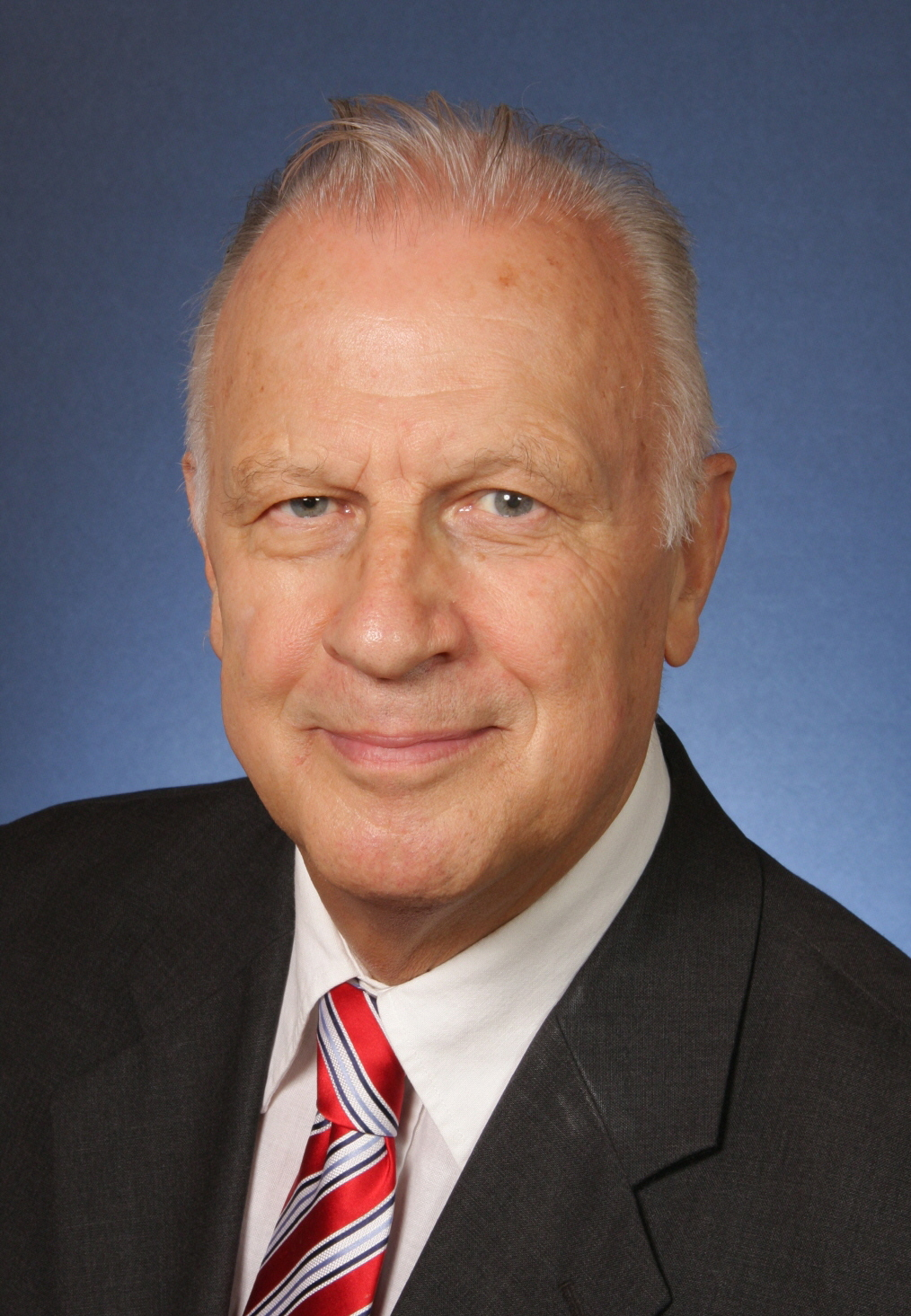
Manfred Lämmer (2010)

Manfred Lämmer (* 13. Februar 1943 in Gladbeck) ist ein deutscher Sporthistoriker und emeritierter Professor der Deutschen Sporthochschule Köln.

## Berufliche Laufbahn
Manfred Lämmer absolvierte sein Abitur am Gymnasium Theodorianum in Paderborn. Anschließend studierte er Latein, Griechisch und Geschichte an der Universität zu Köln sowie Sportwissenschaft an der dortigen Sporthochschule. Seit Mitte der 1960er Jahre baute er den Forschungsschwerpunkt „Gymnastik und Agonistik der griechisch-römischen Antike“ mit einer umfangreichen Sammlung an Quellen und Sekundärliteratur aus. 1967 wurde er an der Kölner Uni zum Dr. phil. promoviert, seine Dissertation hatte Olympien und Hadrianeen im antiken Ephesus zum Thema. Auch seine Habilitationsschrift mit dem Titel Die Bedeutung epigraphischer Zeugnisse für die Geschichte der griechischen Gymnastik und Agonistik befasste sich mit antiker Sportgeschichte.
1975 wurde Lämmer auf den Lehrstuhl für Sportgeschichte an der Deutschen Sporthochschule berufen und zum Leiter des Instituts für Sportgeschichte ernannt. Zu seinen Forschungsschwerpunkten gehören Geschichte der Gymnastik und Athletik in der griechisch-römischen Antike und ihr Einfluss auf den modernen Sport, Geschichte und Ideologie der modernen olympischen Bewegung sowie der Sport im Judentum.
2010 wurde Manfred Lämmer mit dem ISHPES Award der  International Society for History of Physical Education and Sport ausgezeichnet. In der Laudatio hieß es, dass Lämmer, der Abschlüsse in Sportwissenschaften, Griechisch, Latein und Geschichte vorzuweisen habe, diese Kenntnisse zur Erforschung des antiken Sports sowie der olympischen Bewegung miteinander verbunden habe.

### Beziehungen zu Israel
1963 gehörte Manfred Lämmer zu der ersten deutschen Sportlergruppe, die nach dem Zweiten Weltkrieg nach Israel eingeladen wurde. In den folgenden Jahren engagierte er sich als Israel-Beauftragter der Kölner Sporthochschule in der Initiierung und Pflege der Sport- und sportwissenschaftlichen Beziehungen zwischen Deutschland und Israel. Dem Sport, insbesondere dem Fußball, spricht Lämmer eine besondere Funktion als „Brückenbauer“ zwischen beiden Ländern zu. Von 1971 bis 2009 war er Koordinator der Partnerschaft zwischen der Sporthochschule und dem „Wingate Institute for Physical Education and Sport“ in Netanja. Mehrfach nahm er Lehrtätigkeiten an israelischen Hochschulen wahr, und seit 2009 leitet er das Forschungsprojekt „Der Beitrag des Sports zur Entwicklung der deutsch-israelischen Beziehungen“. Im Februar 2015 leitete er gemeinsam mit Markwart Herzog  die Konferenz „Deutsch-israelische Fußballfreundschaft“ an der Schwabenakademie im bayerischen Irsee. Für seine Verdienste um die deutsch-israelischen  Beziehungen wurde er 2019 mit dem Bundesverdienstkreuz 1. Klasse ausgezeichnet.

### Olympische Spiele
Von 1972 bis 2004 war Lämmer an der inhaltlichen Vorbereitung und wissenschaftlichen Begleitung aller Olympischen Spiele für das deutsche NOK beteiligt.

Seit 1993 gehört Lämmer dem Direktorium des Deutschen Olympischen Instituts und der Deutschen Olympischen Akademie an, zudem war er viele Jahre lang Vizepräsident und Präsidiumsmitglied der Deutschen Olympischen Gesellschaft. Von 2003 bis 2004 war er Mitglied des Bewerbungskomitees der düsseldorf rhein-ruhr 2012 für die Olympischen Sommerspiele 2012.

## Ämter und Funktionen (Auswahl)
- 1972–2004 Generalsekretär, Präsident bzw. Vizepräsident der International Society for the History of Physical Education and Sports (HISPA, ab 1989 ISHPES)
- seit 1975 Herausgeber von Stadion. Internationale Zeitschrift für Geschichte des Sports
- seit 1990 Vizepräsident des European Fair Play Movement

## Mitgliedschaften
Manfred Lämmer ist Mitglied in der Deutschen Akademie für Fußball-Kultur.

## Publikationen (Auswahl)
- Hrsg. mit Giselher Spitzer: Sport als Beruf. Academia-Verlag, Sankt Augustin 1992.
- Hrsg. mit Rolf Geßmann: Beiträge und Bibliographie zur GutsMuths-Forschung. Academia-Verlag, Sankt Augustin 1998.
- Hrsg. mit Roland Naul: Willibald Gebhardt. Pionier der olympischen Bewegung. Meyer und Meyer, Aachen 1999.
- Hrsg. mit Barbara Ränsch-Trill: Der "künstliche Mensch" – eine sportwissenschaftliche Perspektive? Academia-Verlag, Sankt Augustin 2003.
- Hrsg. im Auftrag des Nationalen Olympischen Komitees für Deutschland: Deutschland in der Olympischen Bewegung. Eine Zwischenbilanz. Frankfurt 1999.
- Mit Christoph Vedder: Olympische Charta 2001. Frankfurt 2002.
- Mit Hartmut Gustmann: Olympic Spirit 2012. Köln 2003.